# Hranitne
Hranitne (en ukrainien : Гранітне) ou Granitnoïe (en russe : Гранитное) est une commune urbaine de l'oblast de Jytomyr, en Ukraine. Sa population s'élevait à 1 443 habitants en 2019.

## Géographie
Hranitne se trouve au point de confluence des rivières Ircha et Biznia. Elle se trouve à 9 km au sud-est de Malyn, à 73 km au nord-est de Jytomyr et à 90 km au nord-ouest de Kiev.

## Histoire
Hranitne a le statut de commune urbaine depuis 1987.

## Population
Recensements (*) ou estimations de la population :
| 1989* | 2001* | 2010  | 2011  | 2012  | 2013  |
| ----- | ----- | ----- | ----- | ----- | ----- |
| 1 692 | 1 631 | 1 533 | 1 513 | 1 507 | 1 506 |

## Transports
Par la route, Hranitne se trouve à 102 km de Jytomyr et à 110 km de Kiev.